# Картаполов, Андрей Валериевич
Андрей Валериевич Картаполов (род. 9 ноября 1963, Веймар, округ Эрфурт, ГДР) — российский военачальник и политический деятель. Депутат Государственной думы Федерального собрания Российской Федерации VIII созыва с 2021 года. Председатель комитета Государственной думы Федерального собрания Российской Федерации VIII созыва по обороне с 12 октября 2021 года.
Заместитель Министра обороны Российской Федерации — начальник Главного военно-политического управления Вооружённых сил Российской Федерации (30 июля 2018 — 5 октября 2021), генерал-полковник (2015).
Из-за нарушения территориальной целостности и независимости Украины во время российско-украинской войны находится под персональными международными санкциями всех стран Европейского союза, Великобритании, США, Канады, Швейцарии, Австралии, Японии, Новой Зеландии, Украины.

## Биография
Отец, полковник в отставке Валерий Леонтьевич Картаполов, артиллерист, окончил Михайловскую военную артиллерийскую академию.
Окончил Московское высшее общевойсковое командное училище имени Верховного Совета РСФСР (1985), Военную академию им. М. В. Фрунзе (1993), Военную академию Генерального штаба Вооружённых сил РФ (2007).

### Военная карьера
Прошёл путь от командира взвода до командира мотострелковой дивизии в ГСВГ, Западной группе войск, Дальневосточном военном округе.
В 2007—2008 годах — заместитель командующего армией в Сибирском военном округе.
В 2008—2009 годах — начальник штаба 22-й гвардейской армии в Московском военном округе.
В 2009—2010 годах — начальник управления Главного оперативного управления Генерального штаба Вооружённых сил Российской федерации.
С мая 2010 по январь 2012 года — командующий 58-й армией Северо-Кавказского, затем Южного военного округов.

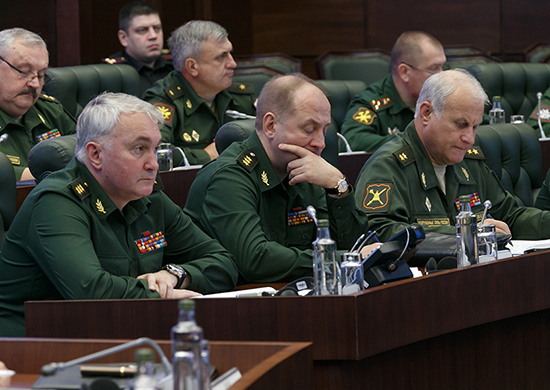
На совещании в Национальном центре управления обороной РФ, 7 сентября 2015 года.

В 2012—2013 годах — заместитель командующего войсками Южного военного округа.
С февраля 2013 по июнь 2014 года — начальник штаба Западного военного округа.
С июня 2014 по 9 ноября 2015 года — начальник Главного оперативного управления — заместитель начальника Генерального штаба Вооружённых сил Российской Федерации.

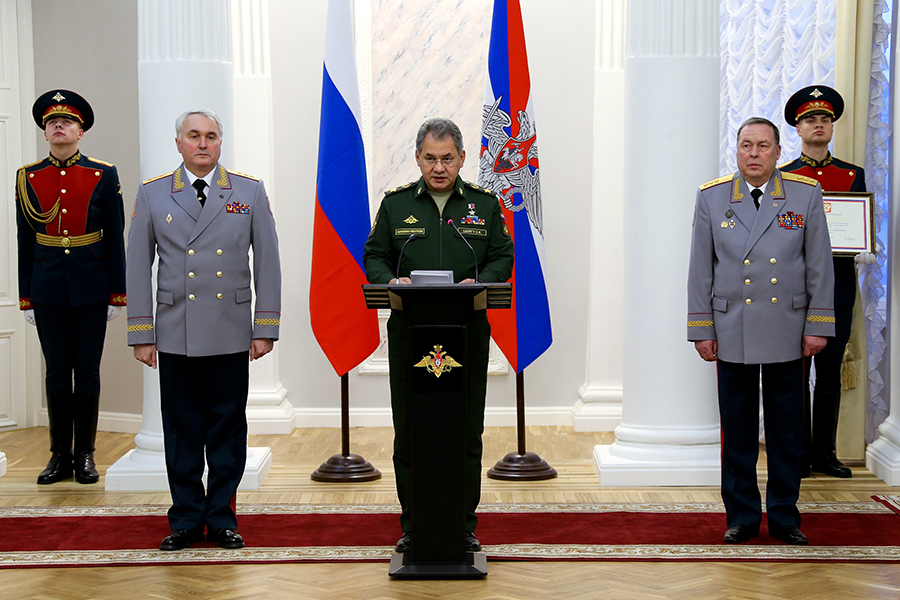
Министр обороны РФ Сергей Шойгу представляет руководящему составу ЗВО нового командующего войсками округа
А. В. Картаполова, 23 ноября 2015 года

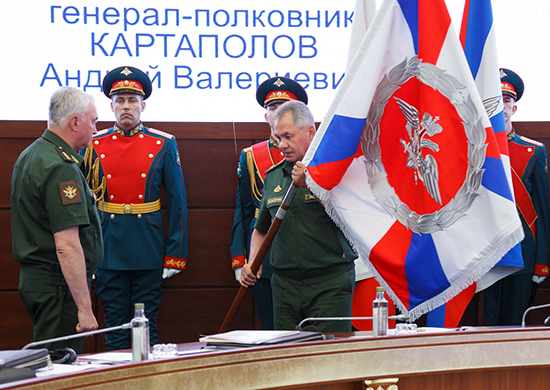
Министр обороны РФ Сергей Шойгу вручает Картаполову личный штандарт,
31 августа 2018 года

13 декабря 2012 года присвоено воинское звание «генерал-лейтенант».
11 июня 2015 года присвоено воинское звание «генерал-полковник».
10 ноября 2015 года назначен командующим войсками Западного военного округа. 23 ноября 2015 года представлен Министром обороны Российской Федерации руководящему составу Западного военного округа и ему вручён штандарт командующего округом.
С 19 декабря 2016 по март 2017 года — командующий российской группировкой войск в Сирийской Арабской Республике. Во время командования Картаполова после операции с участием российской авиации и российских Сил специальных операций 2 марта 2017 года Пальмира во второй раз была возвращена под контроль сирийского правительства.
30 июля 2018 года указом Президента Российской Федерации назначен заместителем Министра обороны Российской Федерации — начальником Главного военно-политического управления. Таким образом генерал-полковник Картаполов стал девятым заместителем Министра обороны Российской Федерации и возглавил воссозданное в тот же день, для усиления военно-патриотического воспитания в Вооружённых сил Российской Федерации, ГВПУ. 9 августа 2018 года представлен личному составу, 31 августа 2018 года министром обороны Российской Федерации ему вручён личный штандарт. Кроме Главного военно-политического управления, в подчинении генерал-полковника Картаполова находятся Департамент культуры Министерства обороны Российской Федерации, Управление Министерства обороны Российской Федерации по работе с обращениями граждан и Военно-геральдическая служба Вооружённых Сил Российской Федерации.
Указом Президента Российской Федерации от 18 ноября 2019 г. № 561 включён в состав Геральдического совета при Президенте Российской Федерации. Являлся членом Коллегии Министерства обороны Российской Федерации. Член редакционной коллегии журнала «Военная мысль».

### В Государственной думе
В конце апреля 2021 года подал документы для участия в праймериз партии «Единая Россия», в которых одержал победу. Участвовал в выборах в Государственную думу по партийному списку в Москве (шестой номер в списке) и по их итогам был избран депутатом Государственной думы VIII созыва.
5 октября 2021 года указом Президента Российской Федерации был освобождён от должности начальника Главного военно-политического управления и уволен с военной службы в связи с переходом на работу в Государственную думу. 12 октября 2021 года избран председателем комитета Государственной думы Федерального собрания Российской Федерации VIII созыва по обороне.
Картаполов – самый полезный депутат в соответствии с интегральным рейтингом депутатов Государственной Думы. По итогам 2024 года занял 1 место среди всех коллег-депутатов; по итогам первого квартала 2025 году – также во главе рейтинга. Для расчета итоговой позиции используются несколько критериев: индекс народного голосования (возможности депутата мобилизовать сторонников), активность депутата в Госдуме (законотворческая активность), медийность (количество упоминаний о депутате в СМИ), а также работа в регионе (оценка работы депутатов на конкретной территории экспертами).
В марте 2023 года внёс в Госдуму законопроект о поэтапном повышении минимального возраста призыва в армию с 18 до 21 года и предельного возраста с 27 до 30 лет. Повышение до 21 года мотивировал стремлением призывать не почти детей, а более зрелых людей, что воспринималось как разумный шаг, несмотря на необходимость связанного с ним одновременного подъёма максимального возраста; данный документ был одобрен в первом чтении. Но уже в июле, перед вторым чтением, сохранив новую верхнюю планку «30», убрал из документа положение о подъёме возраста призыва до 21 года под предлогом наличия желающих служить с 18 лет (хотя начальный проект закона разрешал поступать на службу с 18 лет, не дожидаясь повышенного возраста) — это уничтожило идею и превратило документ в ущемляющий права граждан. 4 августа 2023 года закон о расширении границ призывного возраста до «18—30» был подписан президентом.
Продвигал законопроект об ужесточении наказания за преступления во время «мобилизации», «военного положения» и «военного времени». Является соавтором поправок об уголовной ответственности за «дискредитацию» добровольцев и ЧВК «Вагнер». Инициировал в Госдуме законопроект об электронных повестках и реестре военнообязанных.

## Международные санкции
Из-за нарушения территориальной целостности и независимости Украины во время российско-украинской войны находится под персональными международными санкциями разных стран.
- 23 февраля 2022 года внесён в санкционные списки стран Евросоюза за действия и политику, которые подрывают территориальную целостность, суверенитет и независимость Украины и ещё больше дестабилизируют Украину[17][18].
- 24 февраля 2022 года включён в санкционный список Канады «близких соратников режима» за голосование о признании независимости «так называемых республик в Донецке и Луганске»[19][20]..
- С 25 февраля 2022 года находится под санкциями Швейцарии[21].
- С 26 февраля 2022 года находится под санкциями Австралии[21].
- С 11 марта 2022 года находится под санкциями Великобритании[22].
- 24 марта 2022 года включён в санкционный список США за «соучастие в войне Путина» и «поддержку усилий Кремля по вторжению в Украину»[23][24][25], Госдеп США заявил что депутаты Госдумы используют свои полномочия для преследования инакомыслящих и политических оппонентов, нарушают свободу информации, ограничивают права человека и основные свободы граждан России[26][27].
- С 18 марта 2022 года находится под санкциями Новой Зеландии[21].
- С 12 апреля 2022 под персональными санкциями Японии[21].
- С 7 сентября 2022 года указом президента Украины находится под санкциями Украины[28].

## Критика

### Обвинения в причастности к уничтожению MH17
17 июля 2014 года ракетой из установки Бук-М1, по утверждениям неофициальных иностранных экспертов, из состава 53-й зенитной ракетной бригады ПВО России, над территорией Украины был сбит Боинг 777, принадлежащий Малайзийским Авиалиниям, погибло 298 человек. По данным неофициальной международной исследовательской группы, занимающейся расследованием катастрофы, установки Бук-М1 были тайно переброшены на территорию Украины в июне 2014 года. 53-я зенитная ракетная бригада ПВО относится к Западному военному округу, начальником штаба которого в то время являлся Картаполов. Таким образом, как утверждают эксперты, переброска его подчинёнными зенитных комплексов на территорию Украины и атака воздушных целей над её территорией происходили с его ведома или по его приказу.

#### Обвинения в участии в фабрикации ложных доказательств
21 июля 2014 года Андрей Картаполов, принимая участие в пресс-конференции Минобороны России, сообщил сфабрикованные данные, что средства радиолокационного наблюдения Минобороны РФ зафиксировали, что незадолго до катастрофы самолёт Су-25 Вооружённых сил Украины летел на расстоянии 3-5 км от малайзийского Boeing. По утверждениям, опубликованным на сайте Беллингкэт, проведённая международными экспертами проверка показала, что данные, представленные Картаполовым, были специально сфабрикованы и никаких украинских военных самолётов поблизости от Боинга в день катастрофы зафиксировано не было. Министерство обороны Российской Федерации заявило о надуманности этих выводов.
26 сентября 2016 года на брифинге Минобороны России заместитель главного конструктора научно-производственного объединения «Лианозовский электромеханический завод» Виктор Мещеряков заявил, что радиолокационный комплекс «Утёс Т» показал, что вблизи малайзийского самолёта не было никаких сторонних воздушных объектов. Данное заявление было сделано в присутствии официального представителя Минобороны генерал-майора Игоря Конашенкова и начальника радиотехнических войск ВКС генерал-майора Андрея Кобана. Эта информация является фактическим опровержением утверждения Андрея Картаполова, сделанного им двумя годами ранее.
16 февраля 2015 года включён Евросоюзом в санкционный список лиц, у которых в ЕС замораживаются активы и в отношении которых введены визовые ограничения.

### Участие в политических преследованиях
ФБК обвинял Картаполова в координации похищения в армию их сотрудников Руслана Шаведдинова, Артема Ионова и Ивана Коновалова. За это Картаполов был включён Навальным в список 35, состоящих из чиновников, которых необходимо предать санкциям. Перед выборами 2021 года фонд опубликовал расследование, согласно которому дочь Андрея Картаполова владеет долей в уставном капитале Брасовского машиностроительного завода, производящего в том числе специальные контейнеры для боеприпасов.

### Вторжение на Украину
В 2022 году, на фоне нападения России на Украину, заявил что Минобороны с марта не публикует данные о погибших на Украине, так как армия «перестала терять людей из-за удачной смены тактики». Также рекомендовал россиянам не выезжать из страны во время мобилизации, призвал доверить самим гражданам охрану государственных границ, «чтобы обезопасить страну от диверсий со стороны Украины». Россиянам-мужчинам, живущим за границей, советовал оформить годичный отпуск и «отдать долг родине», отслужив в армии. Российским компаниям  рекомендовал самостоятельно закупить защиту от БПЛА. В интервью журналистам отмечал, что неонацистов, которые воюют на Украине на стороне российских войск, нельзя обвинять в фашизме, потому что «они уже исправились».

## Семья
- Дочь: Варвара Гурьянова[37][38].

## Награды
- Орден «За заслуги перед Отечеством» III степени[39]
- Орден «За заслуги перед Отечеством» IV степени с мечами
- Орден Александра Невского[40]
- Орден Мужества[источник не указан 962 дня]
- Орден «За военные заслуги»[источник не указан 962 дня]
- Медаль «За воинскую доблесть» I степени[источник не указан 962 дня]
- Медаль «За усердие при выполнении задач инженерного обеспечения»[источник не указан 962 дня]
- Медаль «За отличие в военной службе» I, II, III степеней[источник не указан 962 дня]
- Медаль «За возвращение Крыма»[источник не указан 962 дня]
- Медаль «За боевое содружество» МВД РФ[источник не указан 962 дня]
- Медаль «За участие в контртеррористической операции» ФСБ РФ[источник не указан 962 дня]
- Медаль «За отличие в учениях»[источник не указан 962 дня]
- Памятный знак «150 лет Западному военному округу»[источник не указан 962 дня]
- Почётный знак «За заслуги перед Санкт-Петербургом»[источник не указан 962 дня]
- Почётный знак «За заслуги перед Кронштадтом»[41]
- Орден Святого благоверного великого князя Димитрия Донского I степени (13 июня 2021) — за внимание к помощи в строительстве Главного храма Вооружённых сил Российской Федерации[42]
- Кавалер Императорского Военного Ордена Святителя Николая Чудотворца (от Главы Российского Императорского Дома)[43]
- Орден «За заслуги перед Карачаево-Черкесской Республикой»
- Памятный знак «МПА СНГ. 30 лет» (16 ноября 2023 года, Межпарламентская ассамблея СНГ) — за заслуги в деле развития и укрепления парламентаризма, за вклад в развитие и совершенствование правовых основ функционирования Содружества Независимых Государств, укрепление международных связей и межпарламентского сотрудничества[44]